# Sarcinodes susana
Sarcinodes susana är en fjärilsart som beskrevs av Swinhoe 1891. Sarcinodes susana ingår i släktet Sarcinodes och familjen mätare. Inga underarter finns listade.